# غلتک راه‌سازی

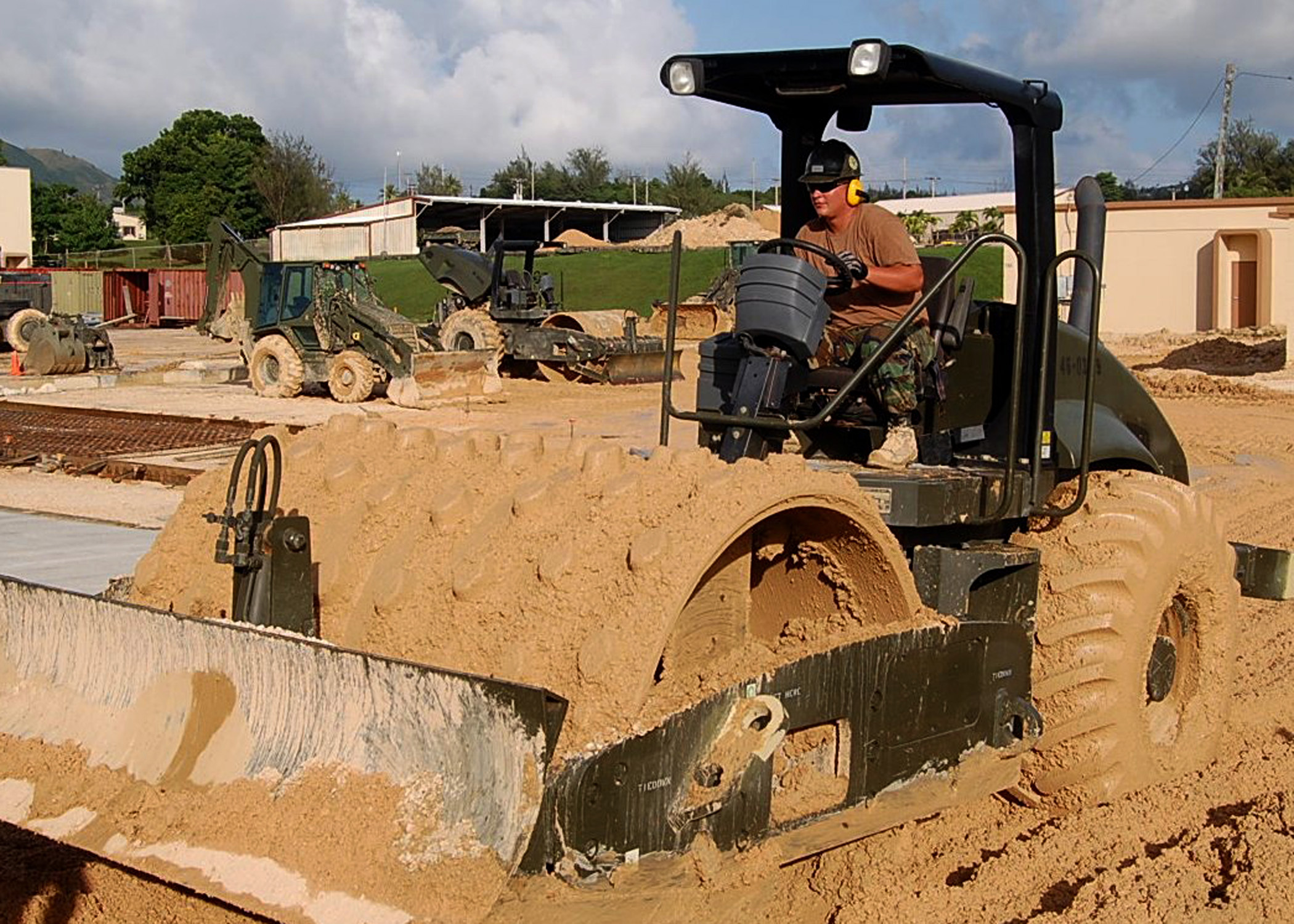
غلتک کاترپیلار

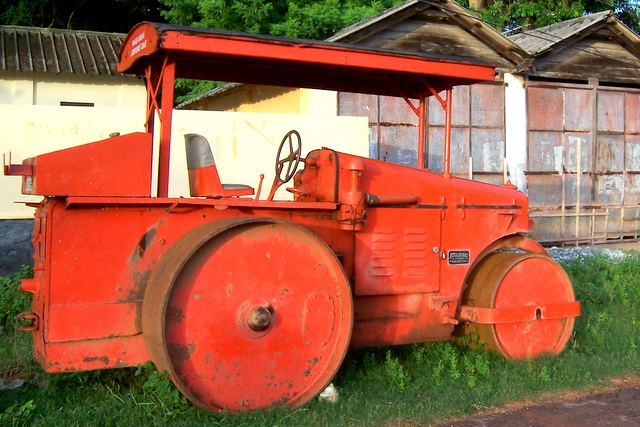
یک غلتک قدیمی

غلتک راه‌سازی نوعی ماشین راه‌سازی است که در عملیات ساخت جاده‌ها و مسیرها از آن استفاده می‌کنند این ماشین برای متراکم کردن مصالح راهسازی کاربرد دارد.
اساسی‌ترین مسئله در راه‌سازی و عملیات ساختمانی، رساندن میزان دانسیته و مقاومت لایه‌های خاک به مقدار مطلوب می‌باشد.

این مقادیر باید در حدی باشد تا سطوح مختلف زمین در اثر تنش‌های وارده ناشی از عبور بار تغییر شکل نداده و بتواند تحمل جذب و انتقال بار از لایه‌های بالاتر به پایین‌تر را داشته باشند. برای این منظور باید لایه‌های مختلف خاک را تاحد قابل قبولی متراکم نمود. تراکم عبارت است از ازدیاد دانسیته خاک از طریق نزدیک کردن ذرات و دانه‌های خاک به یکدیگر که با خارج کردن هوا از فضای خالی بین درات خاک انجام می‌گیرد. عمل اضافه کردن دانسیته خاک در اثر تخلیه آب موجود در آن، تحکیم نامیده می‌شود. تحکیم در طول ماه‌ها و سال‌ها انجام می‌گیرد، در صورتی که عمل تراکم را می‌توان در عرض مدت زمان کوتاهی انجام داد.

خواصی از خاک که با تراکم بهبود می‌پذیرند عبارتند از:
- اضافه شدن مقاومت خاک
- کم شدن قابلیت تغییر حجم خاک
- کم شدن قابلیت نفوذ پذیری خاک
- میزان تراکم پذیری خاک خود نیز بستگی به عوامل زیر دارد:
- دانسیته اولیه خاک (دانه بندی خاک)
- خواص شیمیایی و فیزیکی خاک (نظیر منحنی دانه بندی، چسبندگی و غیره)
- درصد رطوبت
- نوع و میزان نیروی متراکم کننده
- عمل تراکم خاک به وسیله غلتک‌ها انجام می‌گیرد که آن‌ها با استفاده از چهار نوع نیروی به شرح زیر، خاک را متراکم می‌کنند:
- وزن استاتیکی (اعمال فشار)
- ارتعاش
- ضربه
- عمل ورزیدن (باحرکات خاص، خاک را به اصطلاح عمل می‌آورند)

تمام ماشین آلات تراکم از وزنه سنگین برای ایجاد فشار بر روی خاک و تراکم کردن آن، استفاده می‌کنند. از آنجا که خاک در اثر نیروی تراکم، تمایل به تغییر محل جانبی نشان می‌دهد، مؤثرترین روش تراکم، روشی خواهد بود که چنین تغییر محلی را به حداقل برساند. ضربه و ارتعاش نیروهای دخیل مشابه هستند و فقط تواتر آن‌ها فرق می‌کند. نیروهای ضربه‌ای معمولاً دارای تواتر کمتر هستند.
رعایت حریم فاصله برای هر گونه غلتک‌های لغزشی با ساختمان‌های مجاور آن باید رعایت شود.این حریم با توجه به جدول مقاومت خاک بین 2 تا 8 متر, می‌باشد .
طبق قانون؛ وزارت راه و شهرسازی به عنوان متولی احداث و نگهداری راه‌ها تعیین شده‌است و به منظور رعایت و لحاظ مسائل قانونی پیرامون راه، قوانینی جهت معرفی انواع راه‌ها و حریم آن از جانب هیئت محترم وزیران مصوب شده‌است که به صورت تخصصی و فنی انواع راه‌ها را تعریف نموده و حریم هر یک از این راه‌ها را به صورت دقیق مشخص می‌نماید.

## مشخصات فنی، قدرت و ظرفیت
غلتک‌ها با توجه به نوع آن‌ها و نوع عمل تراکمی که اانجام می‌دهند دارای ۲ تا ۲۰۰ اسب بخار می‌باشد. مشخصات فنی و ظرفیت غلتک‌ها بر اساس موارد زیر تغییر می‌کند:
- میزان وزن (استاتیکی) که دارند.
- مقدار ضربه‌ای که وارد می‌کند.
- مقدار لرزشی که به وجود می‌آورد.

## انواع غلتک
غلتک‌ها بر اساس اجزاء تشکیل دهنده آنهاو قابلیت هایشان به ۷ دسته زیر طبقه‌بندی می‌شوند:
- غلتک‌های پاچه بزی(Tamping foot rollers)
- غلتک‌های شبکه‌ای(Grid or mesh rollers)
- غلتک‌های ارتعاشی(Vibratory rollers)
- غلتک‌های فولادی صاف(Smooth steel drum rollers)
- غلتک‌های پنوماتیک (چرخ لاستیکی)(Pneumatic rollers)
- غلتک‌های کفشک دار(Segmented pad rollers)
- تراکم کننده‌های شبه بلدوزر

## دلایل استفاده از غلتک ها
یک از عمده‌ترین دلایل استفاده از این ماشین آلات اصلاح ویژگی‌های خاک می‌باشد .
که از جمله مهم‌ترین آن‌ها می‌توان رساندن میزان دانسیته و یا  مقاومت لایه‌های خاک به حد مطلوب باشد.
از جمله عوامل دیگر که به وسیله عمل تراکم بهبود یافته می‌توان به موارد ذیل اشاره نمود:
- کم شدن قابلیت تغییر حجم خاک
- کم شدن قابلیت نفوذ پذیری
- افزایش مقاومت خاک

## اساس کار غلتکها
اصولاً برای انجام عمل تراکم از چهار نیروی گوناگون استفاده می‌شود که عبارت اند از:
- نیروی وزن استاتیکی(اعمال فشار)
- ضربه
- ارتعاش
- عمل ورزیدن